# Matthew Targett
Matthew Targett (ur. 24 grudnia 1985 w Chertsey) – australijski pływak, trzykrotny medalista igrzysk olimpijskich, mistrz świata w sztafecie.
Do największych osiągnięć Targetta zalicza się zdobycie trzech medali podczas igrzysk olimpijskich. W 2008 roku w Pekinie zajął drugie miejsce w sztafecie 4 × 100 m stylem zmiennym oraz trzecie na 4 × 100 m stylem dowolnym. W 2012 roku w Londynie był trzeci w sztafecie 4 × 100 m stylem zmiennym.
Na mistrzostwach świata Australijczyk wywalczył cztery medale, w tym złoty w 2011 roku w Szanghaju na 4 × 100 m stylem dowolnym.